# Cheoyongmu

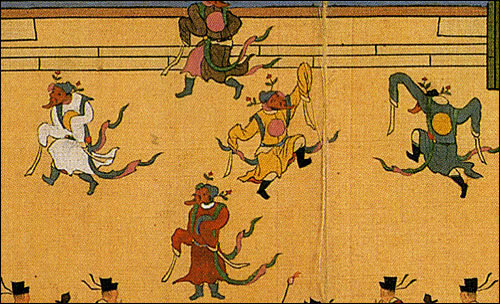
Cheoyongmu (처용무) lub też obang cheoyongmu (오방처용무), obraz z późnego okresu Joseon (wczesny XVIII wiek) w Ho-Am Art Museum

Cheoyongmu (kor. 처용무), także obang cheoyongmu (kor. 오방처용무) – koreański taniec z maskami. 
W 2009 roku taniec został wpisany na listę niematerialnego dziedzictwa UNESCO.

## Historia
Taniec związany jest z legendą z okresu panowania Heonganga 헌강왕 憲康王 (875–886). Legenda ta spisana jest m.in. w Samguk Yusa – dokumencie sporządzonym przez buddyjskiego mnicha Iryŏna. 
Według legendy król Heongang wybrał się do lasu i kiedy odpoczywał na brzegu morza zapadła gęsta mgła. Astrolog królewski stwierdził, że mgłę sprowadził niezadowolony król smoków Morza Wschodniego. Mgła miała się rozwiać, po tym jak Heongang zrobi coś, by ułaskawić króla smoków. Heongang zlecił budowę świątyni – zaraz po jej ukończeniu mgła się podniosła i Heongang wraz ze świtą mogli bezpiecznie wrócić do domu. Król smoków był tak szczęśliwy, że objawił się Heongangowi wraz z siedmioma synami, śpiewając i tańcząc. Heongang zaprosił jednego z synów króla smoków – Cheoyonga na swój dwór. Cheoyong objął posadę urzędnika dworskiego i poślubił dwórkę Heonganga. Jego żona była tak wyjątkowej urody, że zwróciła na siebie uwagę ducha zarazy (ospy), który ją uwiódł. Cheoyong przyłapał kochanków na gorącym uczynku, jednak zamiast się złościć, zaczął tańczyć i śpiewać, po czym wyszedł. Poruszony tym gestem duch obiecał nigdy nawet nie przekraczać progu domu, na którego bramie wisiałby choćby obraz Cheoyonga. 
Stąd ludność Korei czciła Cheoyonga jako bóstwo, które odstrasza złe duchy. W wigilię księżycowego Nowego Roku wywieszano na bramach obraz Cheoyonga jako element rytuału narye odstraszającego złe duchy. Podczas rytuału ludzie przywdziewali maski z podobizną Cheoyonga i tańczyli. Tradycja ta była kontynuowana do końca okresu Joseon. 
W okresie Goguryeo taniec cheoyongmu wykonywany był na dworze królewskim podczas ceremonii państwowych Yeongdeungghoe i Palgwanghoe czy ceremonii pałacowych takich jak narye. Tańczyły wówczas jedna lub dwie osoby, z biegiem czasu liczba tancerzy została zwiększona do pięciu (Obang cheoyongmu, 오방처용무). Cheoyongmu został uznany za oficjalny taniec dworski (jeonjae) za panowania Sejonga Wielkiego (1397–1450). W okresie tym zaczęto łączyć różne tańce jeonjae w jedno wystąpienie – cheoyongmu zaczęto wykonywać razem z tańcem żurawia hakmu i tańcem lotusa yeonhwadaemu, a całość nazwano hak-yeonhwadae-cheoyongmu hapseol. Cheoyongmu to jedyny taniec dworski z maskami. 
W 1971 roku cheoyongmu został uznany przez władze Korei Południowej za ważny element niematerialnego dziedzictwa kulturowego (kor. 중요무형문화재) podlegającego ochronie (nr 39).    
W 2009 roku taniec został wpisany na listę niematerialnego dziedzictwa UNESCO.

## Opis

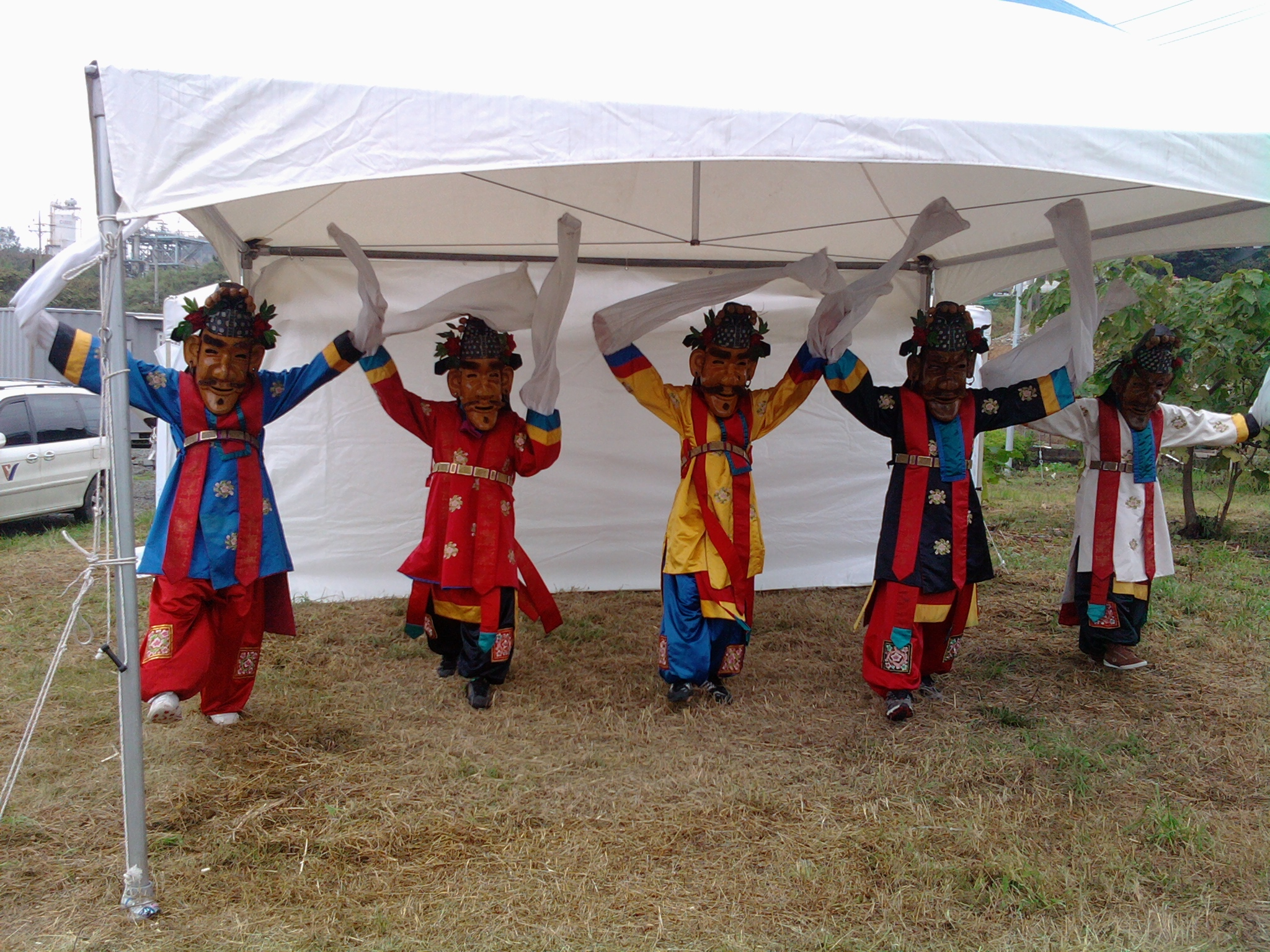
Tancerze cheoyongmu

Taniec wykonywany jest przez mężczyzn – pięciu tancerzy ubranych w stroje o kolorach symbolizujących pięć stron świata nawiązując do nauk Konfucjusza: białym (zachód), niebieskim (wschód), czarnym (północ), czerwonym (południe) i żółtym (środek). 
Wszyscy mają maski z podobizną Cheoyonga. Twarz o jasnobordowym kolorze ma wystającą brodę, krzaczaste brwi, długie wąsy i małą bródkę, w uszach ma pomalowane na złoto kolczyki. Głowy tancerzy nakrywa czarny kapelusz przystrojony gałązką z drzewa brzoskwini: z liśćmi, kwiatami i owocem. Atrybuty te mają odstraszać złe duchy i dodawać dobrej energii. Każdy z tancerzy nosi długie, białe rękawy, którymi robi efektowne wymachy. Ruchy tancerzy przypominają elementy sztuk walki przez co taniec jest bardzo dynamiczny i widowiskowy. 
Występ rozpoczyna wejście „gęsiego” tancerzy, którzy maszerują charakterystycznym krokiem – z akcentowaniem ugięcia nóg w kolanach, unosząc ciało w górę i w dół. Tancerze ustawiają się w rząd i wykonują krótką pieśń. Następnie kłaniają się publiczności oraz sobie nawzajem i charakterystycznym krokiem zbliżają się do publiczności. Następnie formują kilkakrotnie kwadrat, koło, pięciobok – w środku jeden tancerz wykonuje solo i po kolei dołączają do niego inni tancerze. Momentem kulminacyjnym tańca jest „walka” tancerza ubranego na żółto, symbolizującego środek z innymi tancerzami.